# Оранжерейний провулок (Житомир)
Оранжерейний провулок — провулок в Богунському районі міста Житомира. Назва провулка пояснюється розташуванням поряд оранжерей.

## Характеристики
Провулок розташований в районі Сінного ринку.
Бере початок від Кавалерійського провулка, прямує на захід та завершується кутком. 
Забудова провулка садибна житлова.

## Історія
Провулок виник на початку ХХ ст. Вперше показаний на плані міста 1915 року. На цьому ж плані підписаний як Уланський провулок. Назва провулка походить від прізвища домовласниці Улановської. Північніше, паралельно до провулка, проходила межа між Житомиром та селом Крошня..
Наприкінці 1960-х років провулок та його забудова остаточно сформовані. 